# Pierre Gascar
Pour les articles homonymes, voir Pierre Fournier et Fournier.
Pierre Fournier, dit Pierre Gascar, né le 13 mars 1916 à Paris 14e et mort le 20 février 1997 à Lons-le-Saunier, est un critique littéraire, écrivain, essayiste et dialoguiste français. La guerre, l'enfance, la nature animale ou végétale, sont les principales sources de son inspiration. Couronnée par de prestigieux prix littéraires, son œuvre exprime le mal-être de l'homme contemporain, seul dans un monde auquel il ne s'accorde plus. La plupart de ses livres sont édités chez Gallimard.

## Biographie
Né d'un père ouvrier et d'une mère institutrice, Pierre Fournier, dit Pierre Gascar, est confié à des membres de sa famille à la suite de l'internement en asile de sa mère ; il vit une grande partie de son enfance dans un village du Lot-et-Garonne, où il fréquente l'école communale, non loin du berceau familial situé dans le « Périgord noir ». Il poursuit ses études secondaires à Agen puis à Versailles. 
Revenu à Paris après le lycée, il s'engage à gauche, pratique divers petits métiers, écrit des poèmes et commence à se lier avec quelques écrivains.
Au début de la Seconde Guerre mondiale, il est envoyé sur le front de la Somme, est fait prisonnier et envoyé en Allemagne. Après plusieurs tentatives d'évasion, il est interné dans le camp disciplinaire de Rawa-Ruska, en Ukraine, d'où il sera libéré en 1945. 
Sur la recommandation notamment de Joseph Kessel, il entre à France-Soir, quotidien majeur de l'époque. Il en devient le critique littéraire tout en commençant à publier des romans chez Gallimard. Il épouse Jacqueline Salmon, journaliste, dont il aura deux fils. 
En 1953, le Prix Goncourt lui est attribué, fait rarissime, pour deux ouvrages à la fois, Les Bêtes et le Le Temps des morts. Les Bêtes est un recueil de nouvelles qui décrivent les relations fortes mais aussi tendues entre l'homme et les animaux avec lesquels il est en lien. Le Temps des Morts relate, avec lyrisme et réalisme à la fois, sa vie de fossoyeur dans le camp de représailles de Rawa Ruska, d'où il assiste à la Shoah. Les deux ouvrages ont été réédités en 2023, dans la Collection "Le Meilleur du Goncourt" créée par Le Figaro.
Il peut désormais vivre exclusivement de sa plume. Il se remarie en 1957 avec Alice Simon, sans profession.
Dramaturge avec la pièce de théâtre Les Pas Perdus, dialoguiste — notamment pour Les Yeux sans visage, célèbre film de Georges Franju —, il poursuit surtout, sous la forme de romans et d'essais, une oeuvre exigeante, portée par un style très musical et par une recherche rigoureuse de la précision. Ami proche de Philippe Hériat, il fréquente notamment Jean Paulhan, Louis Aragon et Elsa Triolet, ainsi que Roger Caillois dont il partage la passion des pierres et de ce qu'elles nous rappellent. 
Appelé à voyager à travers le monde pour le compte de l'Organisation Mondiale de la Santé, il relate ses parcours et rencontres (Voyage chez les vivants).
Le Présage, publié en 1972 et réédité dans la Collection L'Imaginaire chez Gallimard, pose de façon prémonitoire toutes les questions actuelles de l'écologie. De la Chine et de la Sibérie à Venise, de l'Inde à Paris ou à Rome, Pierre Gascar y relate notamment la mort des lichens et en explique le caractère symbolique. L'écologie fournira à Pierre Gascar le thème d'autres ouvrages tandis qu'il écrit des biographies, s’intéressant à des personnalités chez qui on retrouve une part de lui-même, l'appétit de savoir, l'indépendance, l'inquiétude, qu'il s'agisse de Bernard Palissy, de Humboldt, de Buffon ou de Pasteur. 
Son œuvre de haute tenue littéraire et d'une grande diversité d'inspiration le fait inviter huit fois à la télévision par Bernard Pivot, dans sa célèbre émission Apostrophes. 
Il meurt à 80 ans, à Lons-le-Saunier.

## Œuvre
- Les Meubles, Gallimard, Paris, 1949, 260 p.  (ISBN 2-07-022671-9)
- Le Visage clos, Gallimard, Paris, 1951, 224 p.  (ISBN 2-07-022672-7)
- Les Bêtes, Gallimard, Paris, 1953, 1978, 210 p.  (ISBN 2-07-029925-2) Prix Goncourt (1953).
- Le Temps des morts, Gallimard, Paris, 1953, 176 p.  (ISBN 2-07-022673-5) Le Temps des morts : le rêve russe, texte définitif, 1998.
- Chine ouverte, Gallimard, Paris, 1955, 188 p.  (ISBN 2-07-022675-1)
- Les Femmes, Gallimard, Paris, 1955, 1997, 210 p.  (ISBN 2-07-022676-X)
- La Graine, Gallimard, Paris, 1955, 216 p.  (ISBN 2-07-022674-3)
- L'Herbe des rues, Gallimard, Paris, 1956, 216 p.  (ISBN 2-07-022677-8)
- Les Pas perdus, Gallimard, Paris, 1958, 240 p.  (ISBN 2-07-022680-8)
- Voyage chez les vivants, Gallimard, Paris, 1958, 264 p.  (ISBN 2-07-022678-6)
- La Barre de corail et les Aveugles de Saint-Xavier, Gallimard, Paris, 1958, 232 p.  (ISBN 2-07-022679-4)
- Soleils, Gallimard, Paris, 1960, 160 p.  (ISBN 2-07-022681-6)
- Le Fugitif, Gallimard, Paris, 1961, 320 p.  (ISBN 2-07-022682-4)
- Ce difficile accord avec le monde, vertiges du présent, Paris, Arthaud, 1962
- Normandie, Paris, Arthaud, 1962  (ISBN 2-70-030216-8)
- La Chine et les Chinois, Paris, Arthaud, 1962
- Chambord, Delpire éditeur, 1962
- Les Moutons de feu, Gallimard, Paris, 1963, 336 p.  (ISBN 2-07-022684-0)
- Le Meilleur de la vie, Gallimard, Paris, 1964, 336 p.  (ISBN 2-07-022683-2)
- Les Charmes, Gallimard, Paris, 1965, 280 p.  (ISBN 2-07-022685-9)
- Histoire de la captivité des français en Allemagne (1939-1945), Gallimard, Paris, 1967, 320 p.  (ISBN 2-07-022686-7)
- Auto, Gallimard, Paris, 1968, 108 p.  (ISBN 2-07-027023-8)
- Les Chimères, Gallimard, Paris, 1969, 232 p.  (ISBN 2-07-027024-6)
- L'Arche, Gallimard, Paris, 1971, 240 p.  (ISBN 2-07-027769-0)
- Rimbaud et la Commune, Gallimard, Paris, 1971, 192 p.  (ISBN 2-07-035229-3)
- Le Présage, Gallimard, Paris, 1972, 192 p.  (ISBN 2-07-028270-8)
- Quartier latin, la mémoire, La Table ronde, 1973,  (ISBN 2-70-030216-8)
- Les Sources, Gallimard, Paris, 1975, 272 p.  (ISBN 2-07-029230-4)
- Charles VI, le bal des ardents, Gallimard, Paris, 1977, 280 p.  (ISBN 2-07-029751-9)
- Toffoli ou la force du destin, Hachette, 1979, 123 p.  (ISBN 2-01-006937-4)
- L'Ombre de Robespierre, Gallimard, Paris, 1980, 336 p.  (ISBN 2-07-028620-7)
- Les Secrets de maître Bernard - Bernard Palissy et son temps, Gallimard, Paris, 1980, 288 p.  (ISBN 2-07-028391-7)
- Le Règne végétal, Gallimard, Paris, 1981, 180 p.  (ISBN 2-07-024882-8)
- Gérard de Nerval et son temps, Gallimard, Paris, 1981, 336 p.  (ISBN 2-07-023533-5)
- Buffon, Gallimard, Paris, 1983, 267 p.  (ISBN 2-07-070007-0)
- Le Fortin, Gallimard, Paris, 1983, 176 p.  (ISBN 2-07-070008-9)
- Le Diable à Paris, Gallimard, Paris, 1984, 224 p.  (ISBN 2-07-070257-X)
- Humboldt l'explorateur, Gallimard, Paris, 1985, 216 p.  (ISBN 2-07-070570-6)
- L'Homme et l'Animal, Albin Michel, 2000, 1986, 1974  (ISBN 2-22-600093-3)
- Du côté de chez Monsieur Pasteur, Paris, Odile Jacob, 1986  (ISBN 9782020093538)
- Montesquieu, Flammarion, Paris, 1988, 362 p.  (ISBN 2-08-066178-7)
- Pour le dire avec des fleurs, Gallimard, Paris, 1988, 168 p.  (ISBN 2-07-071385-7)
- Les Écrivains de la Révolution, album de la bibliothèque de la Pléiade, éditions Gallimard, Paris, 1989, 320 p.  (ISBN 2-07-011160-1)
- Portraits et Souvenirs, Gallimard, Paris, 1991, 204 p.  (ISBN 2-07-072202-3)
- Dans la forêt humaine, Robert Laffont, 1992  (ISBN 2-22-102380-3)
- Le Gros Chêne, Robert Laffont, 1992  (ISBN 2-22-102381-1)
- La Friche, Gallimard, Paris, 1993, 168 p.  (ISBN 2-07-073608-3)
- Genève, Champ Vallon, 1993  (ISBN 2-90-352835-7)
- Le Bestiaire d'Horvat, Paris, Actes sud, 1995, 55 p.  (ISBN 2-74-270373-X)
- Aïssé, Paris, Actes sud, 1998, 286 p.  (ISBN 2-74-271858-3)
- Le Transsibérien, Paris, Actes sud, 1998, 55 p.  (ISBN 2-74-271859-1)
- Le Cheveu, ouvrage collectif, Nathan, 1998  (ISBN 2-09-754153-4)
- Gascogne, Renaissance du livre, 1999, 128 p.  (ISBN 2-80-460275-3)

### Autres
- 1960 : Les Yeux sans visage, collaboration au scénario du film de Georges Franju
- 1970 : Voyage chez les vivants de Henry Brandt : commentaire
- 1970 : texte de Venise dans le cadre de l'émission Points/contrepoints filmée par Yannick Bellon
- 1971 : La France, Raymond Chevallier et François Cali, Paris, Arthaud  (ISBN 2-70-030469-1) — préface
- 1981 : Les Pas perdus, Au théâtre ce soir, mise en scène Jacques Mauclair, réalisation Pierre Sabbagh, Théâtre Marigny

### Prix pour l'ensemble de l'œuvre
- 1969 : Grand prix de littérature de l'Académie française
- 1978 : Prix Prince-Pierre-de-Monaco
- 1991 : Grand prix de littérature de la SGDL (Société des gens de lettres)
- 1994 : Prix Roger-Caillois

### Études critiques
- Denise Bourdet, « Pierre Gascar », in Brèves rencontres, Paris, Grasset, 1963.
- André Bernold, « Pierre Gascar, le silence de la résorption », in La Nouvelle Revue française, no 539, décembre 1997 (repris dans Soies brisées, Paris, éditions Hermann, 1999, p. 123-130).
- Eddy Vannerom, « De la steppe au jardin, le végétal dans l'œuvre de Pierre Gascar », in revue MaYak, no 2, Flobecq, Belgique, automne 2007.
- Bruno Curatolo, « Les Bêtes de Pierre Gascar, la passion de l'être animal », in Jacques Poirier (dir.), L'Animal littéraire, des animaux et des mots, Éditions universitaires de Dijon, 2010, p. 25-35.